# والنشتاین
والنشتاین (چکی: Albrecht Václav Eusebius z Valdštejna; ۲۴ سپتامبر ۱۵۸۳ – ۲۵ فوریهٔ ۱۶۳۴) فرد نظامی اهل بوهم و دربار امپراتوری مقدس روم بود که طی جنگ سی ساله فرماندهی کل نیروهای امپراتوری در عهد فردیناند دوم، امپراتور مقدس روم که حدود ۳۰ هزار تا ۱۰۰ هزار نفر را برعهده داشت. وی همچنین فرمانده کل قوا امپراتوری هابسبورگ در جنگ سی ساله بود.
وی زاده خانواده‌ای فقیر (پروتستان) در ناحیه هرمانیتسه (ناحیه ناخود) است که در جوانی به دانشگاه نظامی راه یافت و علوم و فنون نظامی را در آنجا فراگرفت.